# 小池里奈
小池里奈（1993年9月3日—）是日本女演員、偶像藝人。出身於栃木縣小山市，所屬經紀公司（自2023年10月5日起）為TWIN PLANET（曾所屬於Very Berry Production至同年4月10日）。

## 簡歷
- 在2004年，小池被挑選扮演由CBC及TBS製作的《美少女戰士SAILORMOON》（真人版）中的角色露娜（ルナ，人類形態）。這也是她的首演作品。
- 2004年：主要透過進行寫真偶像的活動來積極投入作為青少年偶像的工作。
- 2005年：開始活躍於作為小演員的演出，此後也轉為進行以女演員為中心的活動。
- 2006年：在由東山紀之主演的電視劇《美食偵探王》中演出。

## 演出作品

### 電視節目
- 「 Fashion Show」演出（東京電視台、2005年4月11日）
- 北川昌弘之「IDOL獨斷與偏見廣播電視台」#28（Sky PerfecTV!371頻道、2006年）
- Gravure的美少女 #349（MONDO21、2006年2月3日）
- RANK王國（東京廣播公司）
  - 寫真集排名第3位（2006年2月25日）
  - 第2寫真集排名第3位（2006年10月29日）
- 月刊Junior Idol News（Sky PerfecTV!371頻道、2006年4月－12月）常規主持
- 極上！肚餓旅途的食譜（日本電視台、2006年9月24日）
- 今晚『14歲媽媽』首播前SPECIAL・緊急直播討論！（日本電視台、2006年10月11日）
- （Sky PerfecTV!371頻道、2007年1月－9月）常規主持
- （Animax、2007年1月－3月）
- （Animax、2007年4月－）
- THE BEST HOUSE 123（富士電視台、2007、2008年）
- （朝日放送、2008年）
- DOWN DOWN DX（讀賣電視台、2008年、2010年）
- 美之壺 File109（NHK教育電視、2008年）
- （東京廣播公司、2008年）
- 秘密的GAMING SHOW（讀賣電視台、2009年）
- （東京電視台、2008年）飾演（主演）
- （富士電視台、2009年4月－）
- （日本電視台、2009年9月）
- （日本電視台、2009年12月18日）
- （日本電視台、2010年7月31日）
- （日本電視台、2010年11月4日－）

### 電視劇
| 節目名                                              | 電視台                 | 播放日期                     | 飾演角色               |
| --------------------------------------------------- | ---------------------- | ---------------------------- | ---------------------- |
| 2004年                                              |                        |                              |                        |
| 美少女戰士SAILORMOON                                | 東京廣播公司           |                              | 水手露娜 （）          |
| 2005年                                              |                        |                              |                        |
| 戀愛的星期天「東京鐵塔」                            | BS-i                   |                              |                        |
| 週六Wide劇場 警視廳搜查一課強行犯七係               | 朝日電視台             | 2月12日                      | 九重順子               |
| 週四Mystery 4 （第8集）                             | 朝日電視台             | 6月9日                       | 安田瑞穗               |
| 女人與愛與Mystery 法醫・篠宮葉月 屍體會說話6        | 東京電視台             | 6月22日                      | 小室梨花               |
| 週六Wide劇場 的士司機的推理日誌21～殺人占卜的女人～ | 朝日電視台             | 10月8日                      | 若林美奈               |
| 2006年                                              |                        |                              |                        |
| 美食偵探王 （第5、7、9集、大結局）                  | 日本電視台             | 1、3月                       | 木下黎（準常規演出）   |
| 怪談新耳袋（第5輯）                                 | BS-i                   | 7月                          | 佐藤綾                 |
| 死亡推定時刻                                        | 富士電視台             | 9月                          | 渡邊由紀               |
| 天才兒童MAX電視劇                                   | NHK教育頻道            | 9月11、13日                  |                        |
| 美食偵探王 SPECIAL「吃遍香港！」篇                  | 日本電視台             | 9月30日                      | 木下黎                 |
| 14歲媽媽                                            | 日本電視台             | 10月11日起                   |                        |
| （大結局SP第2部）                                   | 朝日電視台             | 12月15日                     | 南条晴香               |
| 2007年                                              |                        |                              |                        |
| 週六Wide劇場 東京車站失物處理所                     | 朝日電視台             | 4月                          | 村尾由希子（年幼時期） |
| 美食偵探王2                                         | 日本電視台             | 4月14日起                    | 木下黎（常規演出）     |
| 2 （第7、9集）                                      | 朝日電視台             | 8月16、30日                  | 中川真美               |
| 手機少女～戀之課外授業～                            | 地面電視、FAMILY劇場   | 10月23日起                   | 藤宮桃香               |
| 2008年                                              |                        |                              |                        |
| 幪面超人KIVA                                        | 朝日電視台             | 1月27日起                    | 野村靜香               |
| 警視廳搜查一課9係（第3季第1集）                     | 朝日電視台             | 4月16日                      |                        |
| 7人女律師（第2季第3集）                             | 朝日電視台             | 4月24日                      | 初中女生               |
| 2009年                                              |                        |                              |                        |
| Challenged                                          | NHK綜合頻道            | 10月3日起                    | 奧寺比夜               |
| 2010年                                              |                        |                              |                        |
| 東京電視台開台45周年記念特備劇 SHOE SHINE BOY       | 東京電視台             | 3月24日                      | 塚田千夏               |
|                                                     | 每日放送               | 4月起                        | 小林少女               |
| 靈能力者 小田霧響子的謊言 （第7、9集）              | 朝日電視台             | 11月21日、12月5日            | 戶田翔子               |
| 2011年                                              |                        |                              |                        |
|                                                     | 每日放送、神奈川電視台 | 1月起                        | 袋公女里-{}-奈         |
| 2012年                                              |                        |                              |                        |
| 私立馬鹿蘭高校（第9集）                             | 日本電視台             | 6月9日                       | 有坂由真               |
| 放學後再推理（第5回上 / 下）                        | TBS電視台              | 6月18日、25日                | 加藤美奈               |
| 黑之女教師（第6集）                                 | TBS電視台              | 8月24日                      | 石川愛                 |
| 匿名偵探（第3、6、8集）                             | 朝日電視台             | 10月26日、11月16日、11月30日 | 保坂麻美               |
| 2013年                                              |                        |                              |                        |
| 特別企劃劇                                          | 每日放送               | 3月31日                      |                        |
| 刑警110公斤                                         | 朝日電視台             | 5月23日                      | 三上晶                 |
| 週一Golden 緣側刑事                                 | TBS電視台              | 9月2日                       | 小野田千秋             |
| 2014年                                              |                        |                              |                        |
| 水手服僵尸                                          | 東京電視台             | 4月起                        |                        |
| （第4集）                                           | 東京電視台             | 4月9日                       |                        |
| 超人銀河S                                           | 東京電視台             | 7月起                        |                        |
| 匿名偵探（第2季大結局）                             | 朝日電視台             | 9月5日                       | 保坂麻美               |
| 出色的選TAXI（第7集）                               | 富士電視台             | 11月25日                     | 黑田陽子               |
|                                                     | TBS電視台              | 12月29日                     | 須藤千明               |
| 2015年                                              |                        |                              |                        |
| 特備劇                                              | 東京電視台             | 3月11日                      | 西村千佳               |
| 超人銀河S：Ultra Fight Victory                      | 東京電視台             | 3月起                        | 咲夜                   |
| 監察官·羽生宗一3                                    | 朝日電視台             | 7月4日                       | 森末春菜               |
| 山本周五郎 人情時代劇（第2集）「」                  | BS日本                 | 10月13日                     |                        |
| 2016年                                              |                        |                              |                        |
| 特備劇                                              | 朝日電視台             | 1月17日                      | 富樫明日香             |
| 澄和堇 年輕了45歲的女人                             | 朝日電視台             | 2月起                        | 加藤菜菜美             |
| 初戀藝人                                            | NHK BS Premium         | 3月起                        | 山口惠理               |
| 2017年                                              |                        |                              |                        |
| 週一名作劇場                                        | TBS電視台              | 8月21日                      | 吉森小春               |
| 2018年                                              |                        |                              |                        |
| 科調所的女法研（第18季第6集）                       | 朝日電視台             | 10月起                       |                        |
| 2020年                                              |                        |                              |                        |
|                                                     | 神奈川電視台           | 8月26日                      |                        |
| 美食偵探 明智五郎（第7集 - 大結局）                 | 日本電視台             | 4月起                        |                        |
| 2021年                                              |                        |                              |                        |
| 東京女子會                                          | BS東視                 | 1月起                        | 高杉真織               |
| 2022年                                              |                        |                              |                        |
| 石子與羽男：這種事能告嗎？（第8集）                 | TBS電視台              | 7月15日                      | 香山蘭                 |

### 電影
- Einstein Girl（2005年7月16日公映）
- （2006年1月21日公映）飾演小池洋子
- 風平浪靜的黃昏的街道 櫻之國（夕凪の街 桜の国）（2007年7月公映）飾演太田京花
- 劇場版 幪面超人電王&KIVA CLIMAX刑警（2008年4月12日公映）飾演野村靜香
- （2008年7月19日公映）飾演野原玉枝（主演）
- 劇場版 幪面超人KIVA 魔界城之王（2008年8月9日公映）飾演野村靜香
- 咕咕貓（2008年9月6日公映）飾演小島麻子（少女時期）
- 書之道（2009年12月26日公映）飾演反町美紀
- （2013年6月8日公映）飾演
- 二流小說家 Serialist（2013年6月15日公映）飾演小林亞衣
- （2014年2月15日公映）飾演一色繪里
- （2014年2月22日公映）飾演
- 劇場版 超人銀河S 決戰!超10勇士!!（2015年3月14日公映）飾演
- Happy Landing（2015年6月6日公映）飾演街田藍子
- （2015年6月13日公映）飾演
- ブルーヘブンを君に（日语：ブルーヘブンを君に）（2021年6月11日公映）飾演鷺坂冬子（少女時期）
- 文豪Stray Dogs BEAST（2022年1月7日公映）
- Grand Guignol（日语：グランギニョール (映画)）（2022年10月28日公映）飾演大判莉乃

### 互聯網電視劇
- 暑假的戀人 〜菲林中的她〜（YouTube、2009年8月1日 - ）飾演成海雫（主演）官方Blog （页面存档备份，存于）

### 廣告
- 萬代
  - 「LUNATEA」（2004年）
  - 「HARUMIKA」（2008年）
- 東京迪士尼海洋（2004年）
- 花王「ECONA 調味醬〈香味胡麻〉」新發售篇（2005年）
- 樂天「雪見大福」（2009年）
- NAMCO BANDAI Games（2011年）
- MEGANETOP「眼鏡市場」巨大鏡片篇（2011年）
- ZERIA新藥「HepalizeW Sparkling」（2015年）

### 出版物
（註：下面只列出2007年及以前出版的項目，其後的項目詳見 小池的官方介紹頁）

### 寫真集
| 名稱               | 出版社     | 攝影     | 發售日     | ISBN                                                              |
| ------------------ | ---------- | -------- | ---------- | ----------------------------------------------------------------- |
|                    | 彩文館出版 | 木村晴   | 2006/01/23 | ISBN 4-7756-0109-1                                                |
| 1年4班19號小池里奈 | ASCOM      | HIROKAZU | 2006/09/29 | ISBN 4-7762-0357-X                                                |
| 里奈日和           | 竹書房     | 倉繁利   | 2007/10/19 | ISBN 978-4-8124-3295-2                                            |
| sabrina            | 小學館     | 矢西誠二 | 2009/05/29 | ISBN 978-4-0910-3074-0                                            |
| 里奈之旅           | WANI BOOKS | 根本好伸 | 2008/09/02 | ISBN 978-4-8470-4117-4                                            |
| 里奈色 4~seasons~  | 學習研究社 | 唐木貴央 | 2009/01/22 | ISBN 978-4-0540-3775-5                                            |
| [ 4 ]              | WANI BOOKS | 渡邊達生 | 2009/09/27 | ISBN 978-4-8470-4200-3                                            |
|                    | 雙葉社     |          | 2009/12/13 | ISBN 978-4-5753-0186-1                                            |
| 17歲               | 講談社     | 藤本和典 | 2010/09/23 | ISBN 978-4-0635-2819-0                                            |
| 畢業               | 小學館     | 樂滿直城 | 2012/03/01 | ISBN 978-4-0910-3225-6                                            |
|                    | WANI BOOKS | 中山雅文 | 2012/09/03 | ISBN 978-4-8470-4480-9                                            |
|                    | 雙葉社     | 唐木貴央 | 2013/09/21 | ISBN 978-4-5753-0572-2                                            |
| RINA REAL          | WANI BOOKS | 桑島智輝 | 2014/09/10 | ISBN 978-4-8470-4669-8 ISBN 978-4-8470-4684-1（亞馬遜限定封面版） |
| Departure          | WANI BOOKS | 松田忠雄 | 2016/02/14 | ISBN 978-4-8470-4816-6 ISBN 978-4-8470-4818-0（亞馬遜限定封面版） |

### Blu-ray及DVD
個人Blu-ray及DVD：
| 名稱                            | 製作公司／出版社 | 發售日     | ISBN（同時發售的同名單行本（如有）） |
| ------------------------------- | ---------------- | ---------- | ------------------------------------ |
|                                 | 日本MEDIA SUPPLY | 2004/01/16 |                                      |
|                                 | ASCOM（GOT）     | 2006/02/22 | ISBN 4-8608-4459-9                   |
|                                 | 竹書房           | 2006/11/04 | ISBN 4-8124-2926-9                   |
|                                 | 竹書房           | 2007/10/19 | ISBN 978-4-8124-3287-7               |
|                                 | WANI BOOKS       | 2008/11/22 | ISBN 978-4-8470-4141-9               |
| 里奈式 4~seasons~               | 學習研究社       | 2009/01/21 |                                      |
|                                 | WANI BOOKS       | 2009/11/08 | ISBN 978-4-8470-4209-6               |
| 小池里奈 RINAism♪~里奈的進化論~ | King Records     | 2011/03/09 |                                      |
| JD RINA 3                       | PONY CANYON      | 2012/05/02 |                                      |
|                                 | WANI BOOKS       | 2012/12/25 | ISBN 978-4-8470-4513-4               |
|                                 | King Records     | 2013/10/23 |                                      |
|                                 | King Records     | 2015/01/14 |                                      |
|                                 | King Records     | 2016/03/09 |                                      |

其他：
| 名稱                                   | 製作公司／出版社     | 發售日     | ISBN（同時發售的同名單行本（如有）） |
| -------------------------------------- | -------------------- | ---------- | ------------------------------------ |
| 美少女戰士SAILORMOON SpecialAct        | Bandai Visual        | 2004/11/26 |                                      |
| 手機少女～戀之課外授業～ Vol.1-6       | GAGA COMMUNICATIONS  | 2008       |                                      |
| 網絡版 幪面超人裏KIVA ～魔界城之女王～ | 東映VIDEO            | 2008/12/5  |                                      |
|                                        | Geneon Entertainment | 2009/2/25  |                                      |

### CD
- 「美少女戰士SAILORMOON」原聲大碟（2004年6月23日、Columbia Music Entertainment）

### 網絡
- 戀色鉛筆之「戀之調理實習-小池里奈」（2007年3月19日－、doga堂）
- 好夏zerφ（2007年5月－、ATREE）
- 網絡版 幪面超人裏KIVA ～魔界城之女王～（2008年7月11日－、東映）

### 活動
- U-15 Live Version Vol.3（2004年1月18日）
- 玩具反斗城嘉年華in（2004年10月10日）
- 寫真集簽名會（2006年2月5日）
- 第2DVD發售活動（2006年3月4日）
- 第2寫真集活動（2006年9月30日）

### 其他
- Official Card Collection（2008年）
- Official Card Collection「RINARD」（2011年1月）

## 外部連結
- 所屬事務所中的官方個人資料 （页面存档备份，存于）
- 前事務所（Very Berry Production）中的官方個人資料
- 官方博客 （页面存档备份，存于）
- 官方粉絲會博客 （页面存档备份，存于）
- 小池里奈的X（前Twitter）